# 田畑めぐみ
田畑 めぐみ（たばた めぐみ、1977年〈昭和52年〉3月9日 - ）は、日本のモデル。元NHK甲府放送局アナウンサー、元フリーアナウンサー、元東京ケーブルネットワーク専属キャスター。エース所属。富山県高岡市（旧・西礪波郡福岡町）出身。本名は殖栗めぐみ（ふえくり めぐみ）。旧姓は田畑。夫は落語家の古今亭志ん陽。血液型A型。愛称はたばちゃん。

## 略歴
富山県立高岡女子高校在学中、地元のテレビ局による高校野球レポーターに選ばれてアナウンサーを志した。
1995年、山梨学院大学に入学。1999年はエフエム甲府のパーソナリティとして出演。2000年4月、NHK甲府放送局に入社する。
NHK甲府放送局を退職後、2003年4月にフリーアナウンサーに転身して司会や影アナなどを担当する。その後、2007年4月から東京ケーブルネットワークのキャスターとして専属契約を結ぶ。同年、田畑の冠番組「それ行け!たばちゃん」の放送を開始した。2008年に落語家の古今亭志ん陽と結婚し、翌年（2009年）に産休のため同番組の放送が終了する。
2011年、佐藤圭一とともに新番組「たば☆さとGO!」の放送を開始。同番組は2015年3月をもって放送終了となった。その後、田畑は2023年12月をもって東京ケーブルネットワークを退職する。
2024年1月、現所属事務所のエースと契約。併せて、モデル（ミセスモデル）へ転向することをエース公式サイトが発表した。

## 交遊関係
富山在住時の友人に淵澤由樹（フリーアナウンサー。元富山テレビ放送アナウンサー）が居る。富山在住時は淵澤が富山テレビ放送のアナウンサー、田畑は学生アルバイトであった。淵澤は田畑がアナウンサーを志願していたことを自身の公式ブログで明かし、数年ぶりに再会したことも明かしている。